# Joseph Böhm (Botaniker)
Joseph Anton Böhm, auch Josef,  (* 13. März 1831 in Groß Gerungs; † 2. Dezember 1893 in Wien) war ein österreichischer Botaniker (Pflanzenphysiologie).

## Leben
Böhm besuchte das Gymnasium und war Novize im Chorherrenstift St. Florian, bevor er unter großen Entbehrungen (er war mittellos) sein Studium von Naturwissenschaften (besonders Botanik) und Medizin an der Universität Wien aufnahm. 1856 promovierte er in Wien zum Dr. phil., habilitierte sich 1857 in Botanik und promovierte 1858 zum Dr. med. An der Universität war er Assistent von Franz Unger. 1858 wurde er Lehrer für Naturgeschichte und Warenkunde an der Handelsakademie in Wien (Festanstellung 1862) und setzte daneben seine botanischen Studien fort. 1869 wurde er neben seiner Lehrstelle an der Handelsakademie außerordentlicher Universitätsprofessor. 1870/71 war er beurlaubt, um an der Universität Heidelberg seine Studien fortzusetzen, unter anderem bei dem Botaniker Wilhelm Hofmeister. 1874 wurde er Professor für Pflanzenphysiologie an der k.u.k. Forstakademie Mariabrunn und konnte sich intensiver seinen pflanzenphysiologischen Studien widmen. Mit Aufhebung der Akademie wechselte er 1875 an die Hochschule für Bodenkultur in Wien. 1878 wurde er außerdem ordentlicher Professor an der Universität Wien. Im selben Jahr war er Rektor der Hochschule für Bodenkultur. 1886 erkrankte er an einer Lungenentzündung und seine Gesundheit ließ in der Folge nach, unter anderem auch als Folge seiner Verwendung von Quecksilber in seinen Experimenten. Er liegt in Mariabrunn begraben.

## Leistungen
Böhm widerlegte damals verbreitete Ansichten (Julius Sachs und andere), dass der Wassertransport in Pflanzen nur in den Zellwänden stattfinden würde. Als Ursache des Aufsteigens der Pflanzensäfte sah er die Kapillarkräfte an, was damals ebenfalls umstritten war.
Er wies nach, dass in den Chlorophyllkörnern von Blättern auch im Dunkeln Stärke produziert wurde, also unabhängig von der Photosynthese aus dorthin transportierter (auch künstlich zugesetzter) Glucose (1877). Weitere Arbeiten betrafen die physiologische Rolle von Kalk in Pflanzen und die Ursachen des Turgors. Umfangreiche Experimente zur Atmung von Pflanzen konnte er aufgrund seiner Krankheit nicht mehr vollständig auswerten und veröffentlichen.
1888 wurde er Mitglied der Leopoldina.